# Chmilna (obwód czerkaski)
Chmilna (ukr. Хмільна) – wieś na Ukrainie, w obwodzie czerkaskim, w rejonie czerkaskim, w hromadzie Kaniów. W 2001 liczyła 598 mieszkańców, spośród których 592 wskazało jako ojczysty język ukraiński, a 6 rosyjski. W 2024 liczyła 433 mieszkańców.